# Rand (Gruppe)
In der Mathematik ist der Rand einer Gruppe ein wichtiges Hilfsmittel der Darstellungstheorie. Darstellungen von Gruppen können häufig mittels ihrer Randabbildungen untersucht werden.
Die hier gegebene allgemeine Definition verallgemeinert den Furstenberg-Poisson-Rand lokalkompakter Gruppen und auch den Rand im Unendlichen hyperbolischer Fundamentalgruppen.

## Definition
Sei {\displaystyle G} eine topologische Gruppe. Ein G-Raum {\displaystyle B} mit einem invarianten Lebesgue-Maß {\displaystyle \mu } heißt Rand von G, wenn er ein mittelbarer G-Raum ist und die Projektion {\displaystyle B\times B\to B} auf den ersten oder zweiten Faktor relativ metrisch ergodisch ist.

## Existenz
Jede lokalkompakte Gruppe, die das zweite Abzählbarkeitsaxiom erfüllt, besitzt einen Rand. Er stimmt mit dem Furstenberg-Poisson-Rand eines symmetrischen, aufspannenden Maßes überein.

## Beispiele
- Der Furstenberg-Rand einer halbeinfachen Lie-Gruppe {\displaystyle G} ist {\displaystyle G/P} für eine Borel-Untergruppe {\displaystyle P\subset G}. Jeder Rand von {\displaystyle G} ist ein äquivariantes Bild von {\displaystyle G/P}.
- Wenn {\displaystyle B} der Rand einer lokalkompakten Gruppe {\displaystyle G} ist, dann ist es auch ein Rand für jedes Gitter {\displaystyle \Gamma \subset G}.
- Sei {\displaystyle M} eine kompakte Riemannsche Mannigfaltigkeit negativer Schnittkrümmung und {\displaystyle {\widetilde {M}}} ihre universelle Überlagerung. Dann ist der Rand im Unendlichen mit einem Patterson-Sullivan-Maß ein Rand von {\displaystyle \pi _{1}M}.

## Randabbildung

### Definition
Sei {\displaystyle \Gamma } eine abzählbare Gruppe mit Rand {\displaystyle B}. Dann gibt es zu jeder Darstellung 
{\displaystyle \rho \colon \Gamma \to \operatorname {GL} (n,k)}
mit unbeschränktem und Zariski-dichtem Bild in die allgemeine lineare Gruppe über einem lokalen Körper {\displaystyle k}
eine eindeutige messbare, {\displaystyle \rho }-äquivariante Abbildung
{\displaystyle \xi \colon B\to \operatorname {Flag} (k^{n+1})}
in die Fahnenmannigfaltigkeit {\displaystyle \operatorname {Flag} (k^{n+1})}.

### Beispiele
- Anosov-Darstellungen haben eine stetige Randabbildung.
- Die Randabbildung der einzigen irreduziblen Darstellung {\displaystyle \rho \colon \operatorname {SL} (2,\mathbb {R} )\to \operatorname {GL} (n,\mathbb {R} )} ist eine von einer hyperkonvexen Kurve erzeugte Einbettung {\displaystyle \xi =(\xi _{1},\ldots ,\xi _{n})\colon P^{1}\mathbb {R} \to \operatorname {Flag} (\mathbb {R} ^{n+1})}, deren erzeugende erste Komponente {\displaystyle \xi _{1}\colon P^{1}\mathbb {R} \to P^{n}\mathbb {R} } die Veronese-Einbettung ist.